# Pigia extensa
Pigia extensa là một loài bướm đêm trong họ Geometridae.